# Не может быть!
«Не мо́жет быть!» — советский кинофильм Леонида Гайдая 1975 года. Состоит из трёх новелл, снятых по произведениям Михаила Зощенко (комедии «Преступление и наказание», рассказу «Забавное приключение» (1936) и пьесе «Свадьба» (1927)).

## «Преступление и наказание»
Это вторая экранизация одноимённой комедии Зощенко. Первая экранизация (режиссёр — Павел Коломойцев) была снята ещё в 1940 году на Ленинградской «кино-студии „Малых форм“», но была запрещена к показу и увидела свет только в 1989 году, через 14 лет после экранизации Гайдая.

### Сюжет
В первой новелле описываются сложности заведующего магазином Григория Ивановича Горбушкина, живущего в эпоху НЭПа (действие происходит 21 августа 1927 года) на нетрудовые доходы. Будучи вызванным к следователю прокуратуры, он небезосновательно полагает, что этот вызов не принесёт ничего хорошего. Эти же мысли посещают его жену Анну Васильевну и шурина, которые, чтобы предупредить неизбежную конфискацию имущества, срочно всё продают.
Кроме того, Анна Васильевна, по совету брата, спешно разводится с главным героем и выходит замуж за соседа Виталия Борисовича. А сам Горбушкин, которого вызывали свидетелем, ничего не подозревая, в отличном настроении возвращается домой и застаёт там пустой дом и свою жену, целующуюся с соседом. В конце новеллы сообщается, что через неделю Горбушкина всё-таки арестовали.

### В ролях
| Актёр               | Роль                                                                  |
| ------------------- | --------------------------------------------------------------------- |
| Михаил Пуговкин     | заведующий магазином Григорий Иванович Горбушкин                      |
| Нина Гребешкова     | Анна Васильевна жена Горбушкина                                       |
| Вячеслав Невинный   | торговец пивом брат Анны                                              |
| Михаил Светин       | Виталий Борисович сосед Горбушкиных                                   |
| Наталья Крачковская | покупательница картин (в титрах указана «Н. Белогорцева-Крачковская») |
| Игорь Ясулович      | Лёлик муж покупательницы                                              |
| Виктор Уральский    | мужичок с поросёнком                                                  |
| Лев Поляков         | следователь прокуратуры                                               |
| Раднэр Муратов      | милиционер                                                            |
| Эдуард Бредун       | помощник скупщика мебели                                              |
| Владимир Гуляев     | одноглазый скупщик мебели                                             |
| Георгий Светлани    | любитель пива                                                         |

## «Забавное приключение»

### Сюжет
В новелле показаны тонкости внебрачных отношений. Семейный человек, отец троих сыновей, актёр театра Барыгин-Амурский втайне от жены встречается с замужней женщиной Зинулей. Муж Зинули, в свою очередь, является любовником её лучшей подруги, а сосед подруги по коммуналке — любовником жены актёра. В конце все шестеро героев случайно пересекаются вместе и, собравшись за столом, пытаются найти выход из сложившейся ситуации, но так ни к чему и не приходят.

### В ролях
| Актёр             | Роль                                                                                 |
| ----------------- | ------------------------------------------------------------------------------------ |
| Олег Даль         | Анатолий Барыгин-Амурский актёр театра                                               |
| Наталья Селезнёва | Татьяна жена Анатолия                                                                |
| Светлана Крючкова | Зинаида любовница Анатолия                                                           |
| Евгений Жариков   | Николай (Кока) муж Зинаиды                                                           |
| Лариса Ерёмина    | Софья лучшая подруга Зинаиды и любовница Николая, вдова, бывшая балерина из дворянок |
| Михаил Кокшенов   | сосед Софьи сослуживец и любовник Татьяны                                            |
| Елена Вольская    | цветочница                                                                           |
| Зоя Исаева        | соседка Софочки стирает белье в тазу                                                 |
| Валентина Ушакова | соседка Софочки, с папиросой                                                         |
| Тамара Гертель    | соседка                                                                              |
| Георгий Юматов    | прохожий с бульдогом (нет в титрах)                                                  |

## «Свадебное происшествие»
Несмотря на название, это экранизация не одноимённого рассказа Михаила Зощенко, а соответствующей пьесы «Свадьба».

### Сюжет
В заключительной новелле молодой человек Володька Завитушкин, поторопившийся с предложением руки и сердца, приходит с опозданием на собственную свадьбу, где не может узнать свою невесту Катерину. Дело в том, что до этого они встречались только на улице всего четыре дня, и он запомнил её в зимней одежде и головном уборе. Попытки незаметно выяснить, кто же из присутствующих женщин и есть его будущая жена, приводят к тому, что жених принимает невесту за её мать (а у Катерины действительно есть дети: «мальчик и три девочки»), из-за чего возникают скандалы. В итоге на следующий день после свадьбы Завитушкин идёт в ЗАГС и разводится с новоиспечённой женой.

### В ролях
| Актёр                  | Роль                                                     |
| ---------------------- | -------------------------------------------------------- |
| Леонид Куравлёв        | жених Володя Завитушкин                                  |
| Валентина Теличкина    | невеста Завитушкина Катерина                             |
| Людмила Шагалова       | мать Катерины                                            |
| Георгий Вицин          | отец Катерины                                            |
| Савелий Крамаров       | друг Завитушкина Сергей Иванович (Серёга)                |
| Светлана Харитонова    | подруга Катерины Эльмира                                 |
| Татьяна Кузнецова      | кухарка Дарья                                            |
| Готлиб Ронинсон        | гость Иван Израилевич                                    |
| Эве Киви               | жена Ивана Израилевича                                   |
| Сергей Филиппов        | певец на свадьбе (вокал — Роберт Мушкамбарян)            |
| Муза Крепкогорская     | жена певца                                               |
| Клара Румянова         | гостья на свадьбе в салатовом (в титрах не указана)      |
| Наталья Крачковская    | вторая гостья на свадьбе                                 |
| Игорь Ясулович         | муж второй гостьи                                        |
| Анатолий Обухов        | обжора                                                   |
| Нина Крачковская       | спутница обжоры                                          |
| Виталий Леонов         | хозяин дома куда по ошибке попадают Завитушкин с Серёгой |
| Анатолий Калабулин     | гость в клетчатом                                        |
| Николай Горлов         | пожилой гость                                            |
| Марина Лобышева-Ганчук | гостья с веером                                          |
| Виктор Филиппов        | гитарист                                                 |
| Владимир Ферапонтов    | игрок на мандолине                                       |

## Съёмочная группа
- Авторы сценария: Владлен Бахнов, Леонид Гайдай
- Режиссёр-постановщик: Леонид Гайдай
- Главный оператор: Сергей Полуянов
- Главный художник: Евгений Куманьков
- Композитор: Александр Зацепин
- Звукооператор: Раиса Маргачёва
- Текст песен: Леонид Дербенёв
- Режиссёр: Николай Досталь
- Операторы: М. Демуров, Игорь Штанько
- Художник: Юрий Фомичев
- Трюковая запись и музыки: Виктор Бабушкин
- Дирижёр: Александр Петухов
- Балетмейстер: П. Гродницкий
- Монтаж: Людмилы Фейгиновой
- Грим: Т. Ковригиной
- Костюмы: Т. Абидовой, А. Збарской
- Ассистенты:
  - режиссёра: Н. Сысоева, С. Мкртчан
  - оператора: В. Львов, В. Иванов
  - по монтажу: В. Воловик
- Комбинированные съёмки:
  - Оператор: Игорь Фелицын
  - Художник: А. Клименко
- Мастер по свету: Л. Подсухский
- Художник-фотограф: В. Мурашко
- Титры: А. Кобрин, Е. Милославская
- Редактор: Роза Буданцева
- Музыкальный редактор: Раиса Лукина
- Директор картины: Эрнст Вайсберг

## Список песен
| Название песни          | Вступительные слова                                                                    | Исполнитель               |
| ----------------------- | -------------------------------------------------------------------------------------- | ------------------------- |
| Губит людей не пиво     | В жизни давно я понял, кроется гибель где. В пиве никто не тонет, тонут всегда в воде. | Вячеслав Невинный         |
| Купидон                 | И в жару, и в любой холод где-то здесь Купидон ходит.                                  | Олег Даль                 |
| Чёрные подковы          | Ночью вдруг из рук выпала гитара, ветер дунул вдруг, и любви не стало.                 | Роберт Мушкамбарян        |
| Всё может быть          | То, что вы увидели, ох не анекдот, и отнюдь не выдумки, а совсем наоборот.             | Олег Анофриев             |
| У самовара я и моя Маша | Вариации на тему песни                                                                 | Инструментальный ансамбль |

## Прокат
1976 — второе место (50,9 миллиона зрителей). Стал одним из самых известных фильмов Леонида Гайдая и киностудии «Мосфильм».

## Факты
- Роль отца в новелле «Свадебное происшествие» предназначалась Юрию Никулину, режиссёр провёл фотопробы, однако актёр от работы отказался из-за большой занятости в цирке[1].
- Первая новелла и часть второй снимались в Астрахани, а последняя — в Москве[5].
- В выпуске газеты «Известия», который читает Горбушкин, неправильно указан день недели: в подшивке напечатано «Вторник, 21 августа 1927 г.» (дата соответствует времени действия новеллы), но, согласно Григорианскому календарю, 21 августа 1927 было воскресеньем[6]. В новелле «Забавное приключение» первую страницу того же выпуска газеты можно найти приклеенной на входной двери соседа Софочки.
- Из песни «Губит людей не пиво» изъят куплет о Всемирном Потопе («…невероятный ливень всё затопил тогда…»)[7].
- Разносолы на свадебном столе в последней новелле были настоящими; их полили керосином для большей сохранности, в том числе из-за мощного светового оборудования. Ненастоящей была только чёрная икра (охотничья дробь, политая маслом)[8].
- На груди Ивана Израилевича (Готлиб Ронинсон) виден значок профсоюза железнодорожного транспорта.
- Михаил Светин, ранее не работавший с Гайдаем, волновался на съёмочной площадке и постоянно импровизировал — так родилась сцена с прищепками[9].
- Георгий Вицин и Людмила Шагалова ранее играли вместе в «Женитьбе Бальзаминова»; Савелий Крамаров и Леонид Куравлёв — в фильмах «Иван Васильевич меняет профессию», «Эта весёлая планета» и «Афоня». По завершении съёмок Куравлёв подарил Крамарову свою фотокарточку с пожеланием «находить понимание с режиссёрами и с администрацией кино, какое было у них»[8]. «Контрастный» дуэт Олега Даля и Михаила Кокшенова восходит к фильму «Женя, Женечка и «катюша»». Перекличку с этим фильмом подкрепляет и «невольное» цитирование героем Олега Даля строки «Вы слышите: грохочут сапоги…» его сценариста Булата Окуджавы.